# The Boss of It All
The Boss of It All ist der Verleihtitel der deutschen Synchronfassung des dänischen Spielfilms Direktøren for det hele aus dem Jahr 2006. Lars von Trier verantwortete Regie und Drehbuch der Komödie. Sie thematisiert Machtstrukturen in der Wirtschaftswelt, macht sich über radikale Theatertheorien und über nationale Eigenheiten der Dänen sowie ihre Beziehungen zu Island lustig. Zudem spiegeln sich in der Handlung selbstbezügliche Gedanken über das Verhältnis eines Filmregisseurs zu seinen Werken. Eigens für diesen Film hatte von Trier ein System entwickelt, bei dem die Kameraeinstellungen und Schnitte teilweise von einem Computer bestimmt wurden. Daraus resultiert ein visueller Stil, der verglichen mit konventioneller Filmästhetik ruppig und unvollkommen wirkt. Von der Kritik wurde der Film als Nebenwerk von Triers wahrgenommen; überwiegend missfallen hat das Kamera- und Schnittkonzept, das bloß die verwackelte Kamera der Dogma-95-Filme wiederhole. Kommerziell war der Film nur mäßig erfolgreich.

## Handlung
Ravn ist Eigentümer einer kleinen dänischen IT-Firma. Gegenüber seinen Angestellten gibt er sich als Stellvertreter des von ihm erfundenen „Direktøren for det hele“ aus, des Chefs des Ganzen, der in den USA lebe. So kann der konfliktscheue, bei der Belegschaft als Knuddelbär beliebte Ravn unpopuläre Entscheidungen auf seinen „Chef“ abschieben. Dazu gehört der geplante baldige Verkauf der Firma, samt Kündigung der meisten Mitarbeiter. Weil der Käufer, der Isländer und Dänenhasser Finnur, das Geschäft mit dem „richtigen“ Eigentümer und nicht mit dem Stellvertreter Ravn abschließen will, engagiert Ravn den arbeitslosen Schauspieler Kristoffer für den Auftritt und stattet ihn mit einer Prokura aus. Doch durch ein Missgeschick bekommen nach der ersten Verhandlung auch die Mitarbeiter den „Chef“ zu sehen.
Ravn kommt nicht umhin, Kristoffers Aufgabe zu erweitern: Dieser soll eine Woche lang in der Firma Präsenz zeigen. Der Schauspieler begreift seinen Auftrag als einen künstlerischen und spielt die Rolle gemäß der Theatertheorie des von ihm verehrten (fiktiven) Antonio Stavros Gambini, des Autors absurder Dramen wie „Stadt ohne Schornsteine“ und „Die gehängte Katze“, der den Ausspruch prägte „Das Theater beginnt dort, wo das Theater endet.“ Bei Sitzungen mit den Mitarbeitern gibt sich Kristoffer wortkarg, denn vom Geschäft hat er keine Ahnung. Bald durchschaut ihn die Personalverantwortliche Lise und drängt ihn zum Verkehr auf dem Schreibtisch, weil sie frühere Andeutungen des „Chefs“, schwul zu sein, bezweifelt. Wie sich herausstellt, beeinflusst Ravn seit langem die einzelnen Mitarbeiter mit persönlich gehaltenen E-Mails vom „Chef“. An Heidi A. hat er einst sogar einen Heiratsantrag gerichtet, den Kristoffer nun bejaht. Kristoffers Verhalten gefährdet Ravns Pläne, dieser muss seinen Strohmann bei Treffen auf „neutralem Boden“ immer wieder auf Kurs bringen. Über das Spiel Bescheid weiß zudem Kristoffers Ex-Ehefrau Kisser, die als Anwältin Finnur vertritt. Nachdem Kristoffer die Belegschaft über sein Vorhaben mit der Firma unterrichtet hat, erträgt er ihren Zorn nicht lange und erfindet einen „Chef des Chefs des Ganzen“. Prompt ist er so beliebt wie Ravn. Er lädt zum Betriebsausflug, bei dem man sich in einem teuren Restaurant verköstigt, bis Ravn die Leute dafür rügt, das Geld des „Chefs des Chefs des Ganzen“ zu verprassen.
Beim letzten Treffen mit dem kaufinteressierten isländischen Investor Finnur hält Kristoffer eine pathetische Rede, die Ravn derart rührt, dass er vor den Mitarbeitern seine Identität offenlegt und auf den Verkauf verzichtet. Er bittet Kristoffer, die Niederlegung der Prokura zu unterschreiben. Doch der Schauspieler sträubt sich gegen ein Ende, das seiner Figur nicht gerecht wird. Er baut dramatische Spannung auf und hält den möglichen Verkauf des Unternehmens in der Schwebe. Knapp entscheidet sich seine Figur gegen den Verkauf. Finnur flucht zornig und findet das Geschehen so absurd wie ein Drama von Gambini: Außer Kristoffer ist er der Einzige, der jemals von Gambini gehört hat, wovon Kristoffer so beeindruckt ist, dass er kraft seiner Prokura den Verkauf an den Isländer doch unterschreibt. Die Mitarbeiter müssen die Büros räumen.

## Produktion und Verbreitung
Von Dancer in the Dark (2000) über Dogville und Manderlay bis zu Antichrist und Melancholia (2011) drehte Lars von Trier Langspielfilme mit internationaler Besetzung, in denen die Hauptrolle einer Frau zugewiesen wurde. In dieser Periode nimmt The Boss of It All eine Sonderstellung ein, denn die zwei wichtigsten Protagonisten sind männlich, und die Schauspieler dänisch, abgesehen von zwei Nebendarstellern, dem Franzosen und von-Trier-Habitué Jean-Marc Barr und dem Isländer Friðrik Þór Friðriksson. Dieser ist selbst Regisseur und als solcher die zentrale Gestalt des isländischen Films und war als Koproduzent an Dancer in the Dark beteiligt. Für die Aufnahmen standen fünf Wochen zur Verfügung, laut von Trier war der Film „schnell gemacht“ und die Arbeit mit einem kleinen Team für ihn entspannend. Die Mitarbeiter seiner Produktionsfirma Zentropa hätten im Film ihren eigenen Arbeitgeber gut getroffen gefunden. Es ist der erste Film von Triers, dessen Uraufführung in Dänemark stattfand, am 21. September 2006 beim Kopenhagener Filmfestival. In den Schweizer Kinos startete er im März 2007, in Deutschland erst am 15. Januar 2009. In Dänemark hatte der Film knapp 19.000 Kinobesucher, in der Schweiz 7.000 und in Deutschland 11.000. Ein größeres Publikum fand er in Italien mit 218.000, europaweit waren es insgesamt eine halbe Million Eintritte. in Nordamerika erzielte er mit 4 Kopien Einnahmen von 50.000 US-Dollar. Auf 3sat hatte der Film am 5. Oktober 2011 seine Erstausstrahlung im Deutschen Fernsehen.

## Themen
Von den übrigen Filmen von Triers, die er in jenem Jahrzehnt schuf, unterscheidet sich The Boss of It All durch seine Zugehörigkeit zum Komödiengenre. Themen sind die Eigenheiten des Büroalltags und die dänisch-isländischen Beziehungen. Das Büroleben stellt er als „neurotischen Mikrokosmos“ dar und verfolgt die „Idee, dass in der heutigen Büro-Arbeitswelt nicht mehr Masken getragen werden, sondern Authentizitätsperformances abgehen wie im alten Avantgarde-Theater.“ Der isländische Investor im Film unterlegt seine Entscheide mit Zitaten aus der Sagensammlung Edda. Über die Dänen zieht er in Zornausbrüchen und in wüsten Worten her. Von Trier meinte, die Dänen hätten einen Sinn für diejenige Art von Humor, in der man sie als dumm hinstellt. In Dänemark wolle jeder nett sein und weiche harten Auseinandersetzungen aus. Das Verhältnis von Isländern und Dänen ist durch die über ein halbes Jahrtausend währende Herrschaft Dänemarks über Island belastet, worauf sich der Isländer mehrfach bezieht.
Lars von Trier ist während des Films mehrfach als Kommentarstimme zu vernehmen. Zu Beginn ist er sogar als Reflexion im Fensterglas des Bürogebäudes zu sehen und kündigt an, der Film sei keine Reflexion wert, nur eine Komödie und daher harmlos. Außerhalb des Films erklärte er, selbstverständlich seien gute Komödien nicht harmlos. Indem er sich am Anfang, in der Mitte und am Ende des Films direkt ans Publikum wendet, lenkt er die Aufmerksamkeit der Zuschauer auf die selbstreflexiven Aspekte des Werks und die Macht, die er als Filmemacher darüber ausübt. Auch der Filmtitel ruft seine Rolle als Regisseur und Mitinhaber der Produktionsgesellschaft in Erinnerung und stellt die Frage, inwieweit der Regisseur als Auteur eine gottähnliche Gestalt seiner Filmwelt sei. Ravns Trick mit dem erfundenen „Chef“ ähnelt dem Verhalten von Filmregisseuren, die sich während des Drehs gerne auf den abwesenden Drehbuchautor berufen.

## Kamera- und Schnittästhetik
In The Boss of It All wandte Lars von Trier sein neu entwickeltes Aufnahmeverfahren namens Automavision an. Dabei werden Kamera und Licht zunächst wie bei anderen Filmproduktionen optimal gesetzt, danach verschiebt ein Programm gemäß Zufallsgenerator den Bildausschnitt, die Neigung, die Brennweite und andere Parameter wieder. Allerdings erlaubte sich von Trier, den Vorschlag des Computers, wenn er ihm nicht zusagte, zu verwerfen und einen neuen anzustoßen. Mit Automavision lässt er die Schauspieler im Unklaren darüber, wie sie im Bild sind. Gerne hätte er die Kamera hinter einem Spiegel vor den Schauspielern versteckt, doch musste er diese Idee mangels genügendem Licht fallenlassen. Das Verfahren ermögliche einen Stil, der nicht menschlich und von Absicht befreit sei. Es bewirkt auch eine beabsichtigte Zerstörung visueller Perfektion, Eingängigkeit und Gewohnheit. Laufend kommt es zu Bildsprüngen, zwischen Einstellungen können sich ohne Ortswechsel Belichtung und Farbtemperatur ändern, und oft sind die Köpfe der Personen im Bild angeschnitten.
Vielfach schenkte man von Trier keinen Glauben, dass er sich der Eingriffe in das Verfahren enthalten habe, denn er hat sich mit früheren Werken den Ruf erworben, ein genialer Manipulator zu sein, der alles beherrschen und nichts dem Zufall überlassen mag. Demnach entschied der Rechner genauso wenig, wie der „Chef des Ganzen“ entscheidet. Das Konzept der Automavision sei klar ironisch, meinte Bainbridge (2007), denn die Herrschaft liege in den Händen des Filmemachers, der beim Schnitt entschiede, welche Einstellung verwendet wird und welche nicht.

## Deutschsprachige Kritik
Mehrere Kritiker waren der Meinung, dass die Kameraspielerei nichts wirklich Neues bringe; zwar verwunderten manche Einstellung und mancher Bildsprung, doch vom Gesamteindruck her sehe der Film aus wie die gewohnten dänischen Handkamera-Werke der Dogma-95-Bewegung. „Wieder einmal wird die Kamera geschüttelt und nicht geführt.“ Das Ergebnis wirke „monoton“, „gewöhnungsbedürftig“ oder „befremdlich“. Dieser Ästhetik einen Sinn abgewinnen konnte Diedrich Diederichsen in der taz: Das Automavision-Verfahren diene der Distanzierung zum in Innenräumen gedrehten, „bilderdummen, hässlichen Fernsehfilm“. Diesen treibe von Trier durch die herbeigeführten missglückten Kadrierungen und Schnitte bewusst auf die Spitze.
Ein Teil der Kritiker vermisste eine Satire auf die Wirtschaftswelt und die „Profitgier“. So warf Tobias Kniebe in der Süddeutschen Zeitung der Komödie vor, sie nehme Stoff und Figuren nicht ernst. Von Trier lebe in boshaften Szenen Hass auf Schauspieler aus, auf die „ewige Fragerei, die Sinnsuche, die Eitelkeit und Dämlichkeit“ dieser Profession. Zur Handlung meinte Kniebe: „Sehr originell ist das nicht, auch nicht wirklich komisch.“ Hingegen fand Manfred Riepe von epd Film die Geschichte originell, sie habe ihre Momente. Doch in der Pose des Kapitalismuskritikers interessiere sich von Trier zu wenig für die Figuren, die er für einen selbstbezüglichen Diskurs über Schauspielerei instrumentalisiere.
Martin Schwickert vom Tagesspiegel bezeichnete das vom Regisseur einleitend versprochene harmlose Vergnügen als Witz. „Die Radikalität, mit der Trier sonst sein Ziel verfolgt, fehlt seinem Ausflug in die Komödie. Der Humor ist stets mit einer guten Portion Bitterstoffen versetzt.“ Demgegenüber bereiteten Bert Rebhandl von der Berliner Zeitung die Handlung und ihre Wendungen Spaß. Mittels der Figur Kristoffers untergrabe von Trier „das Pathos des Schauspiels. Er nimmt der Versenkung in eine Rolle jede Substanz, indem er die Rolle ganz aus dem Moment heraus entstehen lässt.“ Insgesamt sei das Werk eine kleine Fingerübung. Denselben Ausdruck verwendete Welt-Autor Hanns-Georg Rodek und ergänzte, hier liege „kein groß-wichtiger Von-Trier-Film“ vor. Mit einer Reihe überraschender Volten verleihe der Regisseur dem Film eine anfangs nicht vermutete Tiefe und schaffe zugleich ein wiedererkennbares Abbild realer Arbeitswelten.
Zu den günstigsten Urteilen über das Werk gelangten Kritiker, die neben der Handlung der selbstreferenziellen Ebene des Films Beachtung schenkten. Laut Diedrich Diederichsen beschränke sich der Humor „nicht auf die berechenbare (und am Ende doch nicht so berechenbare) Komödie, die er mit Dialogen zwischen begriffsstutzigen und als ebenso empfindlich wie phlegmatisch karikierten Dänen lakonisch erzählt.“ Seine Demonstration jener dänischen „Lebenslüge eines unbedingten Harmlosigkeitsdiktats mit Harmoniezwang“ verdoppele er auf der formalen Ebene. „So erschienen auch die Selbstdistanzierungen, die von Trier ständig einschiebt, zunächst als ein Teil des von ihm dargestellten Problems, triebe er sie nicht bis zu einer doppelten Negation der trüben Theaterlogik und damit zu einer Verschärfung der Darstellung.“ Für Rüdiger Suchsland kam in der F.A.Z. der Wohlfühl-Film „witzig, schnell und überdreht“ daher. Von Trier habe wieder mal neue Regeln entwickelt, um sich selbst herauszufordern. Schlau kommentiere er die Rolle der Religion: „Denn auch Gott ist ja vielleicht auch nur ein imaginärer Ober-Boss, eine Erfindung von Menschen, um besser über andere herrschen zu können.“

### Kritikenspiegel
Positiv
- Frankfurter Allgemeine Zeitung, 5. Oktober 2006, S. 43, von Rüdiger Suchsland: Kontrollfreak mit neuer Formel[18]
- taz, 14. Januar 2009, S. 16, von Diedrich Diederichsen: Am Ende entscheidet der Computer[19]

Eher positiv
- Berliner Zeitung, 15. Januar 2009, Kulturkalender S. 3, von Bert Rebhandl: Ohne Chef läuft es auch
- Neue Zürcher Zeitung, 29. März 2007, S. 45, von Christoph Egger: Einen Jux will er sich machen?[7]
- Die Welt, 15. Januar 2009, S. 25, von Hanns-Georg Rodek: Von Triers böse Firmen-Satire „The Boss of it all“[20]

Eher negativ
- Cinema Nr. 2/2009, S. 58, Kurzkritik von Ralf Blau: The Boss of it All[21]
- epd Film, Nr. 1/2009, S. 51, von Manfred Riepe: The Boss of it All
- Der Tagesspiegel, 15. Januar 2009, S. 27, von Martin Schwickert: Post vom Chef[22]

Negativ
- Süddeutsche Zeitung, 15. Januar 2009, von Tobias Kniebe: Der große Hasser[23]

### Übrige Quellen
- Presseheft des deutschen Verleihs alpha medienkontor:  The Boss of it All. (ZIP; 57 kB)